# Novatus Rugambwa
Novatus Rugambwa (Bukoba, 8 d'octubre de 1957) és un arquebisbe catòlic de Tanzània i diplomàtic de la Santa Seu, des de 2015 nunci apostòlic a Hondures.

## Biografia
Del 1964 al 1968 va estudiar a l'escola elemental catòlica Nyakatare a Bukoba i, després de descobrir la seva vocació sacerdotal, del 1968 al 1971 fou alumne al Seminari de Rutabo. Del 1972 al 1975 va freqüentar l'escola secundària al Seminari Menor de Santa Maria a Rubya. Després es traslladà al Seminari Menor Itaga a Tabora, on hi va estudiar del 1976 al 1977. El 1978 va fer el servei militar obligatori com tots els diplomats de les escoles superiors de Tanzània.
Dal 1979 al 1981 estudià filosofia al Seminari Major Regional Ntungamo a Bukoba. Successivament fou transferit a Roma, a la Pontifícia Universitat Urbaniana, on el 1984 es va graduar en teologia catòlica. De 1984 a 1986 fou professor al Seminari Menor de Santa Maria a Rubya. El 5 de gener de 1986 fou ordenat diaca a la catedral Mater Misericordiae de Bukoba, pel bisbe Nestorius Timanywa. Rugambwa fou ordenat prevere el 6 de juliol del mateix any. Successivament, ha treballat com a assistent a la parròquia de Nshamba. Del 1987 al 1991 ha freqüentat l'Acadèmia Pontifícia Eclesiàstica a Roma, on es graduà amb una tesisobre el tema de la reforma de la Cúria romana a partir del Concili Vaticà II. Amb la tesi "Ecclesia semper reformanda" es va doctorar a la Pontifícia Universitat Urbaniana.
L'1 de juliol de 1991 va entrar oficialment en el servei diplomàtic de la Santa Seu. En primer lloc fou nomenat vicesecretari de la nunciatura apostòlica a Panamà i el 1992 secretari, alhora que rebia el títol honorífic de Capellà de Sa Santedat. Del 1994 al 1997 fou nomenat secretari del nunci apostòlic al República del Congo i a Gabon. Fou transferit a la nunciatura apostòlica a Pakistan el 1997. Pel 2000 Rugambwa fou enviat a Oceania, on va ocupar diversos càrrecs a la nunciatura de les Illes Cook, a les Fiji, als Estats Federats de Micronèsia, a les Kiribati, a les Illes Marshall, a Nauru, a Nova Zelanda, a Palau, a les Samoa, a Tonga i a Vanuatu. El 5 de juny de 2001 el papa Joan Pau II li conferí l'honor Prelat d'Honor de Sa Santedat. El 2004 ocupà càrrecs a la nunciatura a Indonèsia i Timor Leste. El 28 de juny de 2007 el papa Benet XVI el nomenà subsecretari del Consell Pontifici per a la Cura Pastoral dels Migrants i els Itinerants.
El 6 de febrer de 2010 el papa Benet XVI el va nomenar arquebisbe titular, títol personal, de Tagaria i alhora nunci apostòlic a São Tomé i Príncipe. No gaire temps després, el 20 de febrer de 2010, el Papa també el nomenà nunci apostòlic a Angola. La seva consagració episcopal es va fer el 18 de març de 2010, a la Basílica de Sant Pere del Vaticà, per mà del cardenal salesià Tarcisio Bertone, secretari d'estat, assistit per Pier Giorgio Micchiardi, bisbe d'Acqui, i Nestorius Timanywa, bisbe de Bukoba.
El 5 de març de 2015 el papa Francesc el va nomenar nunci apostòlic a Hondures.